# Stanisław Wyganowski
Stanisław Wyganowski (ur. 7 grudnia 1919 w Ligocie, zm. 13 października 2017 w Warszawie) – polski ekonomista i urbanista, w 1990 wojewoda warszawski, w latach 1990–1994 prezydent miasta stołecznego Warszawy.

## Życiorys
Był synem Stefana Wyganowskiego i Marii. W 1937 zdał maturę w Gimnazjum im. ks. Jana Długosza we Włocławku. Studiował w Szkole Głównej Handlowej, podczas studiów został członkiem Korporacji Akademickiej „Jagiellonia”. Brał udział w kampanii wrześniowej 1939, później działał w konspiracji w oddziałach Armii Krajowej na Kielecczyźnie.
Uzyskał doktorat z zakresu nauk ekonomicznych. Po wojnie pracował jako urbanista w kraju i za granicą. Od 1950 był zatrudniony w warszawskich instytucjach związanych z gospodarką miejską: Instytucie Budownictwa Mieszkaniowego, Biurze Projektów Warszawa Północny-Wschód, Pracowni Urbanistycznej Województwa Warszawskiego, Instytucie Urbanistyki i Architektury, którego na początku lat 70. był dyrektorem. W latach 1968–1972 był członkiem Komitetu Przestrzennego Zagospodarowania Kraju oraz Komitetu Architektury i Urbanistyki Polskiej Akademii Nauk. W latach 1968–1973 zasiadał we władzach Towarzystwa Urbanistów Polskich, a w 1997 został wybrany na prezesa TUP. Od 1974 do 1980 przebywał w Algierii, gdzie pracował na kontrakcie nad planem miasta Algier. Od 1980 był zatrudniony na stanowisku docenta w Instytucie Kształtowania Środowiska.
W latach 80. działał w „Solidarności”. W 1990 krótko był wojewodą warszawskim. 30 stycznia 1990 premier Tadeusz Mazowiecki mianował go prezydentem Warszawy, a 25 czerwca 1990 (po wyborach samorządowych z 27 maja) ponownie na prezydenta wybrało go Zgromadzenie Wyborcze Warszawy.
Jako prezydent Warszawy pełnił funkcje przewodniczącego Światowego Związku Miast Pokoju. Był delegatem Polski do Stałej Konferencji Władz Lokalnych i Regionalnych Rady Europy w Strasburgu, wiceprzewodniczącym Komisji Rządowo-Samorządowej przy Urzędzie Rady Ministrów oraz współzałożycielem Unii Metropolii Polskich. W latach 1990–1994 był przewodniczącym rady Fundacji Unii Metropolii Polskich. W 1993 opublikował książkę pt. Jutro wielka Warszawa. Kadencję prezydencką zakończył 5 października 1994.
W 1993 bezskutecznie startował w wyborach do Senatu z ramienia BBWR. W wyborach samorządowych w 1998 bezskutecznie kandydował do rady powiatu warszawskiego z listy Porozumienia Warszawskiej Rady Gospodarczej.
W 2014 wsparł kandydaturę Hanny Gronkiewicz-Waltz na kolejną kadencję na stanowisku prezydenta Warszawy. Wchodził w skład Komitetu Wspierania Muzeum Historii Żydów Polskich Polin w Warszawie.
Jego żoną była Elżbieta z Targowskich (1918–2001). Stanisław Wyganowski zmarł w 2017; został pochowany na cmentarzu w Józefowie.

## Odznaczenia i wyróżnienia
- Krzyż Komandorski z Gwiazdą Orderu Odrodzenia Polski (2015[11])[12]
- Krzyż Komandorski Orderu Odrodzenia Polski (1994)[13]
- Złoty Krzyż Zasługi[5]
- Medal 10-lecia Polski Ludowej (1955)[14]
- Medal za Długoletnie Pożycie Małżeńskie (1995)[15]
- Krzyż Armii Krajowej[5]
- Tytuł honorowego obywatela m.st. Warszawy (2012)[5]
- Członek honorowy TUP[5]